# 138-я радиотехническая бригада ПВО Украины
138-я радиотехническая бригада имени Богдана Хмельницкого (в/ч А-1880, укр. 138-ма радіотехнічна бригада) — воинское формирование в составе воздушного командования «Центр» Воздушных Сил ВСУ. Бригада выполняет задачи охраны государственной границы Украины в воздушном пространстве.

## История
Полк сформирован 23 июня 1936 года из 12-го и 13-го отдельных батальонов ВНОС.

## Структура[2][3]
- 69-й радиотехнический батальон (в/ч А-0732) г. Миргород Полтавская обл.;
- 102/1822-й радиотехнический батальон (в/ч А-1975) г. Васильков Киевская обл.,

  - 10-я отдельная радиолокационная рота (в/ч А-2206) г. Бровары, Киевская обл;
  - 108/752-я отдельная радиолокационная рота (в/ч А-1348) г. Нежин, Черниговская обл., ;
  - 550-я отдельная радиолокационная рота (в/ч А-3547) г. Чернигов,;
  - 747-я отдельная радиолокационная рота (в/ч А-1606) г. Жашков Черкасская обл. , ;
- 115/2032-й радиотехнический батальон (в/ч А-3335) г. Смела Черкасская обл, 
  - 548-я отдельная радиолокационная рота (в/ч А-3544) г. Кировоград, ;
  - 551-я отдельная радиолокационная рота (в/ч А-3548)  г. Конотоп Сумская обл., ;
  - 786-я отдельная радиолокационная рота г. Гребёнка
- 116/2097-й радиотехнический батальон (в/ч А-2012) г. Умань Черкасская обл. ;
  - 688-я отдельная радиолокационная рота (в/ч А-1808) с. Карповка Винницкая обл.;
  - 750-я отдельная радиолокационная рота ( в/ч А-1424) г. Тульчин Винницкая обл.;
- 133-й радиотехнический батальон (в/ч А-1564) пгт Озёрное Житомирская обл.;
  - 103/746-я отдельная радиолокационная рота (в/ч А-1486) пгт Попельня, Житомирская обл.;
  - 748-я отдельная радиолокационная рота ( в/ч А-4610) с. Бохоники Винницкая обл.;

## Командиры[1]
Командиры 4-й полка ВНОС
- майорКорыхалов А. П. с 23.06.1936
- полковник Шумилов с 1939
- полковник Жуйков П. И. до 1941

Командиры 9 отдельного батальона ВНОС
Командиры 4-й полка ВНОС
- полковник Панкратов Е. А.
- полковник Калачинский до 1982
- полковник Шабалдин с 1982

Командиры 138 радиотехнической бригады
- полковник Каркищенко И.
- полковник Гныря В.В. [4]

## Интересные факты
- Почётным солдатом бригады в 1999 году зачислен Бубликов А. В.[1]
- Отдельная радиолокационная рота в городе Чернобыль была выведена одной из последних после аварии.[5][1]